# Jan Jongbloed
Jan Jongbloed, in olandese: /ˈjɑn ˈjɔŋ.blut/ (Amsterdam, 25 novembre 1940 – 31 agosto 2023), è stato un calciatore olandese, di ruolo portiere.
È stato il portiere titolare dei Paesi Bassi ai mondiali del 1974 e a quelli del 1978. Giocava spesso in nazionale con il numero 8 invece che con il classico numero 1 (scelta ereditata dal fatto che la nazionale olandese decise di assegnare – con l'unica eccezione per Johan Cruijff – i numeri secondo un mero ordine alfabetico per i Mondiali del 1974). Il suo stile di gioco lo rendeva paragonabile ad un difensore aggiunto: collaborava spesso alla costruzione dell'azione incarnando lo spirito del calcio totale.

## Carriera

### Club
La sua carriera inizia nel 1959 difendendo la porta del DWS, un piccolo club della sua città natale, Amsterdam. Questo conquista il titolo da neopromosso nella stagione 1963-1964 e nel 1972 si trasforma, con una fusione, nell'FC Amsterdam. Jongbloed si trasferisce nel 1977 al Roda JC, poi al Go Ahead Eagles nel 1981, prima di terminare la carriera a 45 anni a causa di un infarto; avendo giocato la sua ultima partita nel Go Ahead Eagles all'età di 44 anni, 9 mesi e 14 giorni risulta tuttora essere il giocatore più vecchio ad aver giocato una gara in Eredivisie.

### Nazionale
Jongbloed esordisce in Nazionale il 26 settembre 1962 nella sconfitta per 4-1 con la Danimarca. Questa rimane per quasi dodici anni la sua unica presenza; viene infatti richiamato solo in vista dei Mondiali del 1974, pur non essendo neanche professionista (gestisce infatti una tabaccheria). Convocato al posto del più quotato Jan van Beveren e schierato in campo da Rinus Michels al posto di Piet Schrijvers fin dalla prima partita (contrariamente al parere dell'opinione pubblica), arriva alla finale avendo subito solo un gol, peraltro un autogol di Ruud Krol, venendo poi sconfitto all'ultimo atto 2-1 dai padroni di casa della Germania Ovest.
Dopo essere stato convocato nella spedizione olandese partecipante agli Europei del 1976, senza però essere mai utilizzato, Jongbloed viene convocato anche da Ernst Happel nei successivi Mondiali del 1978. Anche qui parte titolare, pur venendo sostituito nelle prime due partite della seconda fase dopo i tre gol incassati contro la Scozia (nelle sfide contro Austria e Germania Ovest gioca Schrijvers). Jongbloed torna in campo durante il match decisivo con l'Italia, dopo che Schrijvers si è infortunato scontrandosi con il compagno Brandts in occasione del gol del momentaneo vantaggio azzurro. Disputa quindi la finale ed anche in questa occasione l'Olanda viene sconfitta dalla squadra padrona di casa, l'Argentina. Jongbloed termina con questa partita la militanza nella squadra nazionale, nella quale ha collezionato in tutto 24 presenze.

## Caratteristiche tecniche
Jan svolgeva un insolito ruolo da portiere offensivo, uno dei pionieri del sweeper-keeper, caratteristica piuttosto rara in quegli anni. Più abile con i piedi che con le mani, in campo non utilizzava quasi mai i guanti.
Attraverso i suoi idoli Lev Yashin e Gyula Grosics ha avuto modo di vedere e, soprattutto studiare i loro movimenti nelle uscite, ma ciò non toglie le sue abilità con i piedi, poiché cominciò a giocare da giovane proprio come ala nel VVA Amsterdam.

## Vita privata
Nel 1984 Jan soffrì la tragedia della perdita del figlio Erik, anche lui portiere del DWS Amsterdam, che morì dopo essere stato colpito da un fulmine durante una partita della sua squadra.

## Palmarès

### Competizioni nazionali
- Campionato olandese: 1

DWS: 1963-1964